# Eñaut Zubikarai
Eñaut Zubikarai Goñi (Ondarroa, 26 febbraio 1984) è un allenatore di calcio ed ex calciatore spagnolo di origini basche, di ruolo portiere.

## Carriera
A lungo portiere di riserva nella Real Sociedad, gioca brevemente, sempre come riserva, nella massima serie portoghese con il Tondela, salvo poi essere ceduto all'Auckland City. Detiene il record della terza imbattibilità più lunga di sempre con 1 404 minuti 

## Palmarès

### Club

#### Competizioni nazionali
- Campionato neozelandese: 2

Auckland City: 2017-2018, 2019-2020

#### Competizioni internazionali
- OFC Champions League: 1

Auckland City: 2017